# Sveriges ambassad i Riga
Sveriges ambassad i Riga är Sveriges diplomatiska beskickning i Lettland. Beskickningen består av en ambassad, ett antal svenskar utsända av Utrikesdepartementet (UD) och lokalanställda.

## Historik
Ambassadbyggnaden på Andreja Pumpura iela 8 är ett patricierhus från 1800-talet. Huset inköptes av svenska staten 1992 för den symboliska summan av två öre. Tillbyggnad och renovering gjordes för 32,8 miljoner kronor. Ambassaden invigdes i närvaro av prinsessan Lilian.

## Beskickningschefer
| Namn               | Period    | Funktion                  | Ackreditering                                      |
| ------------------ | --------- | ------------------------- | -------------------------------------------------- |
| Torsten Undén      | 1921–1924 | Tjänsteförrättande envoyé | Sidoackrediterad i Tallinn och Kaunas (från 1922). |
| Torsten Undén      | 1924–1928 | Envoyé på extra stat      | Sidoackrediterad i Tallinn och Kaunas.             |
| Patrik Reuterswärd | 1928–1935 | Envoyé                    | Sidoackrediterad i Tallinn och Kaunas.             |
| Birger Johansson   | 1935–1941 | Envoyé                    | Sidoackrediterad i Tallinn och Kaunas.             |
| Ingen ambassad     | 1940–1989 |                           |                                                    |
| Lars Fredén        | 1989–1992 | Charge d'affaires         |                                                    |
| Andreas Ådahl      | 1992–1996 | Ambassadör                |                                                    |
| Hans Magnusson     | 1996–2000 | Ambassadör                |                                                    |
| Tomas Bertelman    | 2000–2003 | Ambassadör                |                                                    |
| Göran Håkansson    | 2003–2008 | Ambassadör                |                                                    |
| Mats Staffanson    | 2008–2013 | Ambassadör                |                                                    |
| Henrik Landerholm  | 2013–2017 | Ambassadör                |                                                    |
| Annika Jagander    | 2017–2020 | Ambassadör                |                                                    |
| Karin Höglund      | 2020–     | Ambassadör                |                                                    |